# Alphadon
Alphadon es un género de marsupiales didelfimorfos de la familia Didelphidae. Se conocen 10 especies de fósiles norteamericanos. Todos los hallazgos están datados en el Cretáceo superior.

## Especies
- Alphadon attaragos Lillegraven & McKenna, 1986 - Utah, Montana y Wyoming,  Estados Unidos.
- Alphadon clemensi Eaton, 1993 - Utah,  Estados Unidos.
- Alphadon eatoni Cifelli y de Muizon, 1998 - Utah,  Estados Unidos.
- Alphadon halleyi Sahni, 1972 -  Canadá,  Estados Unidos - (sinónimo de sahnii)
- Alphadon jasoni Storer, 1991 - Alberta y Saskatchewan,  Canadá, Montana,  Estados Unidos.
- Alphadon lillegraveni Eaton, 1993 - Utah,  Estados Unidos.
- Alphadon marshi Simpson, 1927 -  Canadá y  Estados Unidos.
- Alphadon perexiguus Cifelli, 1994 - Texas,  Estados Unidos - (sinónimo de wilsoni)
- Alphadon praesagus (Russel, 1952) - Alberta,  Canadá, Montana,  Estados Unidos.
- Alphadon rhaister Clemens, 1966 - Alberta,  Canadá, Montana y Wyoming,   Estados Unidos.